# خيرونيمو موراليس نيومان
خيرونيمو موراليس نيومان (بالإسبانية: Jerónimo Morales Neumann)‏ (3 يونيو 1986 في الأرجنتين - ) هو لاعب كرة قدم أرجنتيني في مركز الهجوم. لعب مع انيستتوتو وإستوديانتيس دي لا بلاتا وتيغري وريفر بليت ونادي أديلايد يونايتد ونادي إيميلك ونادي بارنسلي ونادي سان لورينزو ونيوكاسل يونايتد جتس وIndependiente Rivadavia ‏.

## وصلات خارجية
- خيرونيمو موراليس نيومان على موقع قاعدة بيانات كرة القدم.إي يو (الإنجليزية)
- خيرونيمو موراليس نيومان على موقع Soccerway.com (الإنجليزية)